# Fort Bragg (Califòrnia)
Fort Bragg és una població dels Estats Units a l'estat de Califòrnia. Segons el cens del 2000 tenia 7.026 habitants.

## Demografia
Segons el cens del 2000, Fort Bragg tenia 7.026 habitants, 2.840 habitatges, i 1.644 famílies. La densitat de població era de 993,7 habitants/km².
Dels 2.840 habitatges en un 30,1% hi vivien nens de menys de 18 anys, en un 40,4% hi vivien parelles casades, en un 13% dones solteres, i en un 42,1% no eren unitats familiars. En el 35,5% dels habitatges hi vivien persones soles el 15% de les quals corresponia a persones de 65 anys o més que vivien soles. El nombre mitjà de persones vivint en cada habitatge era de 2,35 i el nombre mitjà de persones que vivien en cada família era de 3,04.
Per edats la població es repartia de la següent manera: un 24,6% tenia menys de 18 anys, un 9,3% entre 18 i 24, un 30% entre 25 i 44, un 22,2% de 45 a 60 i un 13,9% 65 anys o més.
L'edat mediana era de 36 anys. Per cada 100 dones de 18 o més anys hi havia 99,3 homes.
La renda mediana per habitatge era de 28.539 $ i la renda mediana per família de 36.000 $. Els homes tenien una renda mediana de 25.833 $ mentre que les dones 23.287 $. La renda per capita de la població era de 15.832 $. Entorn de l'11,9% de les famílies i el 20,4% de la població estaven per davall del llindar de pobresa.

## Poblacions més properes
El següent diagrama mostra les poblacions més properes.